# Christian Whitehead
Christian Whitehead (Melbourne, 18 de agosto de 1992), também conhecido por seu codinome, Taxman é um programador e designer australiano de videogames. Ele é mais reconhecido por seu trabalho, criando portes atualizados dos primeiros jogos da série Sonic the Hedgehog da Sega, além de ser o principal desenvolvedor de um jogo original da série, Sonic Mania. 

## Carreira
Em 2006, Whitehead trabalhou como animador 3D freelancer com a empresa Kine Graffiti. Desde 2009, ele focou no desenvolvimento de jogos, desenvolvendo vários fangames baseados na série Sonic the Hedgehog. Em 2009, Whitehead produziu um vídeo "prova de conceito" de Sonic CD rodando em um iPhone usando seu próprio motor customizado, o "Retro Engine". Em uma entrevista com Steven O'Donnell do Good Game: Spawn Point, Whitehead fala que ele passou "cerca de um ano ou mais" convencendo a Sega a deixá-lo trabalhar no porte do Sonic CD. Em 2009, um vídeo sobre o Sonic CD de Whitehead foi retirado, levando a Eurogamer a relatar que Whitehead possivelmente enfrentou uma carta de cessação e desistência da Sega, que Whitehead alegou ser falsa. O porte foi lançado para Xbox 360, PlayStation 3, iPhone e Android em 2011. Seu porte foi tão bem sucedido que mais tarde ele foi contratado para portar Sonic the Hedgehog e Sonic the Hedgehog 2 para dispositivos móveis.
Embora ele tenha lançado outro vídeo de prova de conceito para o Sonic the Hedgehog 3 em 2014, a Sega não aprovou o remake. Em 2015, foi anunciado que Whitehead estaria envolvido em seu primeiro jogo não envolvendo Sonic, Freedom Planet 2. Em 2017, Whitehead, em colaboração com a Headcannon e a PagodaWest Games, desenvolveu e lançou seu próprio título original na série Sonic, intitulado Sonic Mania. Em 2018, Sonic Mania se tornou Sonic Mania Plus, com o lançamento do DLC Encore. Sonic Mania Plus foi desenvolvido por Whitehead, Headcannon, PagodaWest Games e agora incluído HyperKinetic. Whitehead está atualmente trabalhando no Freedom Planet 2, construído com o motor Unity, para PC, Mac e Linux. No final de 2018, Whitehead e outros membros de desenvolvimento por trás de Sonic Mania fundaram seu próprio estúdio, o Evening Star Studio, onde ele atua como diretor criativo e arquiteto chefe do motor gráfico.

## Trabalho
| Ano  | Título               | Desenvolvedor (s)                                             | Editor         | Plataforma                                                                               |
| ---- | -------------------- | ------------------------------------------------------------- | -------------- | ---------------------------------------------------------------------------------------- |
| 2008 | Sonic Retro          | Auto-desenvolvido                                             | Auto-publicado | Microsoft Windows, Dreamcast                                                             |
| 2011 | Sonic CD             | Desenvolvido com a Blit Software                              | Sega           | Xbox 360, PlayStation 3, iOS, Android, Ouya, Microsoft Windows, Apple TV, TV Amazon Fire |
| 2013 | Sonic the Hedgehog   | Desenvolvido com a Headcannon                                 | Sega           | iOS, Android, Apple TV, Amazon Fire TV                                                   |
| 2013 | Sonic the Hedgehog 2 | Desenvolvido com a Headcannon                                 | Sega           | iOS, Android, Apple TV, Amazon Fire TV                                                   |
| 2017 | Sonic Mania          | Desenvolvido com a Headcannon, PagodaWest Games, HyperKinetic | Sega           | Nintendo Switch, Xbox One, PlayStation 4, Microsoft Windows                              |
| 2019 | Freedom Planet 2     | Atualmente desenvolvendo com a GalaxyTrail                    | GalaxyTrail    | Microsoft Windows, Macintosh, Linux                                                      |